# Benjamin Hunningher
Benjamin Hunningher (Vlissingen, 15 april 1903 – 21 november 1991) was een Nederlandse theaterwetenschapper. Hij heeft de grondslag gelegd voor de huidige studie theaterwetenschappen. Zijn proefschrift handelde over Het Dramatisch Werk van Schimmel in verband met het Amsterdamse toneelleven in de negentiende eeuw (1931). In 1932 trouwde Hunningher met Anna M.L. Korthals van Schooten.
Hij doceerde Nederlandse geschiedenis en literatuur in Amsterdam en Den Haag, en was van 1935 tot de samenstelling door de Duitse bezetter ingestelde Kultuurkamer toneelrecensent en kunstcriticus voor de Nieuwe Rotterdamsche Courant. In de periode 1945–1946 legde hij als regeringsadviseur voor Prof. Dr. G. van der Leeuw, minister van O. K. en W. de basis voor een alomvattend toneelsubsidiesysteem door het Rijk en de grote gemeenten.
In 1948 werd hij door Columbia University in New York benoemd tot ‘Queen Wilhelmina Professor for the History, Language and Literature of the Netherlands’. In deze functie maakte hij zich zeer verdienstelijk voor de verspreiding van de Nederlandse en Belgische cultuur in de Verenigde Staten. Hij schreef ook geregeld recensies over het toneel in New York voor de NRC. In 1964 aanvaardde hij de leeropdracht 'Dramaturgie en de geschiedenis van de dramatische kunst' aan de Universiteit van Amsterdam.
Na zijn emeritaat vestigde hij zich in de Verenigde Staten, waar hij in 1974–’75 aan Harvard University de ‘Erasmus Chair’ bekleedde. Hij heeft meerdere belangwekkende publicaties over het theater op zijn naam staan, zoals Toneel en werkelijkheid (1947), Een eeuw Nederlands toneel (1949), The Origin of the Theater (1955),Kruistocht op Broadway (1963), De opkomst van modern theater (1983), Shakespeare en het theater van zijn tijd (1987), essays, zoals Acoustics and Acting in the Theatre of Dionysus Eleuthereus (1956), en vele artikelen over o.a. Pirandello, O'Neill, Shaw,en Brecht. Hij schreef Loosdrecht Zomer 1952 ter herinnering aan de dichter Martinus Nijhoff (1954).
Tijdens zijn leven ontving Hunningher verschillende beurzen en onderscheidingen, waaronder een Rockefeller Fellowship (1946), en een Guggenheim Fellowship (1961). Hij werd Commandeur in de Orde van de Kroon van België (1 juli 1965), Ridder in de Orde van de Nederlandse Leeuw (26 september 1973), en Commandeur in de Orde van Oranje-Nassau (1983).